# Kröv
Kröv är en kommun och ort i Landkreis Bernkastel-Wittlich i förbundslandet Rheinland-Pfalz i Tyskland  med cirka 2 200 invånare. Den är belägen mitt i Moselland vid floden Mosel.
Kommunen ingår i kommunalförbundet Verbandsgemeinde Traben-Trarbach tillsammans med ytterligare 16 kommuner.
Ortens huvudsakliga inkomster kommer från vinproduktion och turism. Ett av ortens viner - Kröver Nacktarsch - är känt långt utanför landets gränser.

## Kända personer
- Baldur von Schirach, nazistisk politiker